# Global Warming (Album)
Global Warming ist das siebte Studioalbum des US-amerikanischen Sängers und Rappers Pitbull. Es wurde am 19. November 2012 weltweit veröffentlicht.

## Hintergrund
Im April 2012 wurde bekannt gegeben, dass Pitbulls siebtes Album Global Warming heißen würde. Im Mai 2012 kündigte Pitbull über sein Facebook-Profil an, dass sein Album am 19. November veröffentlicht werde. Im August 2012 begab sich Pitbull zur Promotion des Albums auf Tour durch die USA. Die Tour beinhaltete das Konzert in Ulan Bator am 8. September.
Im Oktober gab Pitbull bekannt, dass Jennifer Lopez, Chris Brown, Enrique Iglesias, Shakira, Christina Aguilera, The Wanted, Havana Brown und Usher die Kollaborationspartner für das Album sind.
Am 22. November 2013 wurde das Album als Global Warming: Meltdown mit fünf neuen Songs, unter anderem der Hitsingle Timber wiederveröffentlicht.

## Titelliste

### Standard-Version
1. Global Warming (feat. Sensato) – 1:25
2. Don’t Stop the Party (feat. TJR) – 3:26
3. Feel This Moment (feat. Christina Aguilera) – 3:49
4. Back In Time – 3:27
5. Hope We Meet Again (feat. Chris Brown) – 3:41
6. Party Ain’t Over (feat. Usher & Afrojack) – 4:03
7. Drinks for You (Ladies Anthem) (feat. Jennifer Lopez) – 3:16
8. Have Some Fun (feat. The Wanted & Afrojack) – 4:04
9. Outta Nowhere (feat. Danny Mercer) – 3:26
10. Tchu Tchu Tcha (feat. Enrique Iglesias) – 3:25
11. Last Night (feat. Havana Brown & Afrojack) – 3:39
12. I’m Off That – 3:17

### Deluxe-Version
1. Global Warming (feat. Sensato) – 1:25
2. Don’t Stop the Party (feat. TJR) – 3:26
3. Feel This Moment (feat. Christina Aguilera) – 3:49
4. Back In Time – 3:27
5. Hope We Meet Again (feat. Chris Brown) – 3:41
6. Party Ain’t Over (feat. Usher & Afrojack) – 4:03
7. Drinks for You (Ladies Anthem) (feat. Jennifer Lopez) – 3:16
8. Have Some Fun (feat. The Wanted & Afrojack) – 4:04
9. Outta Nowhere (feat. Danny Mercer) – 3:26
10. Tchu Tchu Tcha (feat. Enrique Iglesias) – 3:25
11. Last Night (feat. Havana Brown & Afrojack) – 3:39
12. I’m Off That – 3:17
13. Echa Pa’lla (Manos Pa’rriba) (feat. Papayo) – 3:16
14. Have Some Fun (feat. Akon & David Rush) – 4:17
15. Get It Started (feat. Shakira) – 4:05
16. 11:59 (feat. Vein) – 3:37

### Global Warming: Meltdown
1. Global Warming (feat. Sensato) – 1:25
2. Don’t Stop the Party (feat. TJR) – 3:26
3. Feel This Moment (feat. Christina Aguilera) – 3:49
4. Back In Time – 3:27
5. Hope We Meet Again (feat. Chris Brown) – 3:41
6. Party Ain’t Over (feat. Usher & Afrojack) – 4:03
7. Drinks for You (Ladies Anthem) (feat. Jennifer Lopez) – 3:16
8. Have Some Fun (feat. The Wanted & Afrojack) – 4:04
9. Outta Nowhere (feat. Danny Mercer) – 3:26
10. Tchu Tchu Tcha (feat. Enrique Iglesias) – 3:25
11. Last Night (feat. Havana Brown & Afrojack) – 3:39
12. I’m Off That – 3:17
13. Echa Pa’lla (Manos Pa’rriba) (feat. Papayo) – 3:16
14. Have Some Fun (feat. Akon & David Rush) – 4:17
15. Get It Started (feat. Shakira) – 4:05
16. 11:59 (feat. Vein) – 3:37
17. Timber (feat. Ke$ha) – 3:24
18. That High (feat. Kelly Rowland) – 3:17
19. Do It (feat. Mayer Hawthorne) – 3:40
20. Sun in California (feat. Mohombi & PLAYB4CK) – 3:00
21. All The Things (feat. Inna) – 3:25

## Singles

### Back In Time
Das Lied wurde von Pitbull geschrieben und von DJ Buddha produziert. Back In Time wurde als Titelsong zum Film Men in Black 3 verwendet und war weltweit erfolgreich. Unter anderem erreicht das Lied die Top fünf in Deutschland, Platz 1 in Österreich, Platz 6 in der Schweiz, Platz 21 in Großbritannien sowie Platz 11 der Billboard Hot 100.

### Get It Started
Das Lied wurde von Pitbull und Shakira geschrieben und gemeinsam aufgenommen. Der Produzent des Songs war DJ Buddha. Im Vergleich zu Pitbulls vorigen Singles war das Lied weltweit weniger erfolgreich und erreichte nur Platz 89 der Billboard Hot 100. Allerdings konnte in Österreich mit Platz 17 die Top 20 erreicht werden.

### Don’t Stop the Party
Don’t Stop the Party wurde am 25. September als dritte Single des Albums veröffentlicht. Weltweit war das Lied erfolgreicher als Get It Started und erreichte Platz 7 in Großbritannien und Platz 17 in den Billboard Hot 100.

### Feel This Moment
Das Lied wurde im Januar 2013 in den USA veröffentlicht und erreichte dort Platz 8 der Charts.

### Timber
Timber wurde am 7. Oktober 2013 veröffentlicht und war weltweit ein sehr großer Erfolg. Mit Platz-1-Platzierungen unter anderem in den USA, Deutschland, Österreich und Großbritannien ist das Lied die erfolgreichste Single aus Global Warming.

### Chartplatzierungen
| Jahr | Titel                | Höchstplatzierung, Gesamtwochen, AuszeichnungChartplatzierungen (Jahr, Titel, , Platzierungen, Wochen, Auszeichnungen, Anmerkungen) | Höchstplatzierung, Gesamtwochen, AuszeichnungChartplatzierungen (Jahr, Titel, , Platzierungen, Wochen, Auszeichnungen, Anmerkungen) | Höchstplatzierung, Gesamtwochen, AuszeichnungChartplatzierungen (Jahr, Titel, , Platzierungen, Wochen, Auszeichnungen, Anmerkungen) | Höchstplatzierung, Gesamtwochen, AuszeichnungChartplatzierungen (Jahr, Titel, , Platzierungen, Wochen, Auszeichnungen, Anmerkungen) | Höchstplatzierung, Gesamtwochen, AuszeichnungChartplatzierungen (Jahr, Titel, , Platzierungen, Wochen, Auszeichnungen, Anmerkungen) | Anmerkungen                                                                       |
| Jahr | Titel                | DE | AT | CH | UK | US | Anmerkungen                                                                       |
| ---- | -------------------- | --- | --- | --- | --- | --- | --------------------------------------------------------------------------------- |
| 2012 | Back in Time         | DE5 (30 Wo.)DE | AT1 (27 Wo.)AT | CH6 (26 Wo.)CH | UK21 (8 Wo.)UK | US11 (20 Wo.)US | Erstveröffentlichung: 26. März 2012 Verkäufe: + 3.089.200                         |
| 2012 | Get It Started       | DE31 (10 Wo.)DE | AT17 (5 Wo.)AT | CH32 (2 Wo.)CH | UK64 (1 Wo.)UK | US89 (2 Wo.)US | Erstveröffentlichung: 25. Juni 2012 Verkäufe: + 135.000; feat. Shakira            |
| 2012 | Don’t Stop the Party | DE23 (11 Wo.)DE | AT10 (16 Wo.)AT | CH59 (2 Wo.)CH | UK7 (17 Wo.)UK | US17 (20 Wo.)US | Erstveröffentlichung: 25. September 2012 Verkäufe: + 2.977.500; feat. TJR         |
| 2013 | Feel This Moment     | DE9 (32 Wo.)DE | AT2 (27 Wo.)AT | CH7 (34 Wo.)CH | UK5 (14 Wo.)UK | US8 (24 Wo.)US | Erstveröffentlichung: Januar 2013 Verkäufe: + 5.817.818; feat. Christina Aguilera |
| 2013 | Outta Nowhere        | DE67 (6 Wo.)DE | AT19 (11 Wo.)AT | — | — | — | Erstveröffentlichung: 28. Mai 2013 feat. Danny Mercer & Jamie Drastik             |
| 2013 | Timber               | DE1 (47 Wo.)DE | AT1 (29 Wo.)AT | CH3 (36 Wo.)CH | UK1 (34 Wo.)UK | US1 (39 Wo.)US | Erstveröffentlichung: 7. Oktober 2013 Verkäufe: 14.616.666; feat. Ke$ha           |

## Rezeption
Global Warming wurde von Kritikern überwiegend positiv aufgenommen. Ray Rahmann von Entertainment Weekly gab eine positive Kritik ab. Er nannte Feel this moment den besten Titel des Albums. Sam Lansky von Idolator meinte, das Album ist vor allem das, was die Fans seines „clubby Hip-Pop“ [sic!] erwartet hätten. Außerdem meinte er, der Song mit Jennifer Lopez sei einer der besten Tracks auf dem Album.

## Kommerzieller Erfolg

### Chartplatzierungen
Das Album belegte Platz 14 der Albencharts.  Außerdem erreichte das Album Platz 1 der Rap Albums in den USA. In Deutschland erreichte das Album Platz 21 der Albumcharts.
| ChartsChartplatzierungen       | Höchstplatzierung | Wochen |
| ------------------------------ | ----------------- | ------ |
| Deutschland (GfK)              | 21 (4 Wo.)        | 4      |
| Österreich (Ö3)                | 12 (16 Wo.)       | 16     |
| Schweiz (IFPI)                 | 15 (14 Wo.)       | 14     |
| Vereinigte Staaten (Billboard) | 14 (45 Wo.)       | 45     |

### Auszeichnungen für Musikverkäufe
| Land/Region                  | Auszeichnungen für Musikverkäufe (Land/Region, Auszeichnung, Verkäufe) | Verkäufe  |
| ---------------------------- | ---------------------------------------------------------------------- | --------- |
| Australien (ARIA)            | Gold                                                                   | 35.000    |
| Dänemark (IFPI)              | Platin                                                                 | 20.000    |
| Deutschland (BVMI)           | Gold                                                                   | 100.000   |
| Italien (FIMI)               | Gold                                                                   | 50.000    |
| Kanada (MC)                  | Platin                                                                 | 80.000    |
| Mexiko (AMPROFON)            | Platin                                                                 | 60.000    |
| Neuseeland (RMNZ)            | 2× Platin                                                              | 30.000    |
| Polen (ZPAV)                 | Platin                                                                 | 20.000    |
| Schweden (IFPI)              | Gold                                                                   | 20.000    |
| Vereinigte Staaten (RIAA)    | 2× Platin                                                              | 2.000.000 |
| Vereinigtes Königreich (BPI) | Gold                                                                   | 100.000   |
| Insgesamt                    | 5× Gold · 8× Platin ·                                                  | 2.490.000 |

Hauptartikel: Pitbull (Rapper)/Auszeichnungen für Musikverkäufe